# Reliëfinversie
Onder reliëfinversie of omkering van het reliëf wordt het verschijnsel verstaan dat een kreekbedding, waarvan de bodem aanvankelijk lager lag dan het omringende land, uiteindelijk hoger dan zijn omgeving komt te liggen en een kreekrug vormt.
Dit kan gebeuren omdat tijdens de vorming van de kreek het veen werd weggeslagen. De kreekbedding vult zich op met zand dat de plaats van het vroegere veen inneemt. Als nu de kreek verdwijnt kan dit zand niet inklinken terwijl het omliggende land juist wél inklinkt en het maaiveld daarvan beneden dat van het zandlichaam komt te liggen.
Voorbeelden van reliëfinversie zijn onder meer te vinden in Zeeuws-Vlaanderen en het aangrenzende Vlaamse poldergebied.